# Герб Олёкминского района
Герб муниципального образования «Олёкминский район» Республики Саха (Якутия) Российской Федерации.
Герб утверждён решением Собрания депутатов муниципального образования «Олекминский улус (район)» № 14 от 24 августа 2005 года.
Герб внесён в Государственный геральдический регистр Российской Федерации под регистрационным номером № 2015.

## Описание герба
«В серебряном поле пониженный лазоревый волнистый пояс, сопровождённый вверху зеленым пшеничным снопом из девяти колосьев с золотыми зёрнами, скреплённым золотой орнаментальной пряжкой. Во главе семь лазоревых дугообразно расположенных якутских алмазов (фигуры в виде поставленных на угол квадратов, каждый из которых расторгнут на шесть частей: накрест и наподобие двух сходящихся по сторонам стропил)».

## Описание символики герба

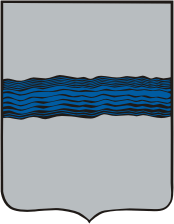
Герб Олекминска (1790)

Лазоревая река — фрагмент исторического герба города Олёкминска, Высочайше утверждённого в 1790 году, центра обширного Олёкминского округа. Изображение реки символизирует почитание жителями матушки реки Лена, по которой в этот край пришли народы, населяющие ныне весь Ленский край.
Хлебный сноп — символ благодатной олекминской земли, земледельческой житницы Якутии.
Алмазы в особой стилизации, аналогичной их стилизации в Государственном гербе Республики Саха (Якутия), обозначают административно-территориальную принадлежность муниципального образования к Республике Саха (Якутия).
Автор реконструкции герба и компьютерный дизайн: Матвеев Артур Матвеевич (г. Якутск).

## История герба
Первый вариант герба Олёкминского улуса был утверждён 3 февраля 2005 года
Герб имел следующее описание: «Герб Олёкминского улуса (района) представляет собой прямоугольник, в центре которого вертикально размещён хлебный колос — символ благодатной олекминской земли, с 23 зернышками олицетворяющими местные администрации. В верхней части герба надпись на зеленом фоне золотистыми буквами „Олекминский улус“. По центру герба горизонтально проходит серебряная полоска с синими волнами — фрагментом старинного герба г. Олекминска. 
Герб разделён на четыре равные части синего и красного цвета, на которых размещены символы улуса.
Так, на верхней левой части синего цвета изображена старинная часовня — символ того, что г. Олёкминск — один из старейших городов России и Сибири. На правой верхней части красного цвета изображение соболя — богатство олёкминской тайги. В левой нижней части красного цвета изображение ели — символа лесопромышленности и лесных запасов. В правой нижней части синего цвета изображение чорона — символ гостеприимства и сельского хозяйства».
Первый вариант герба был доработан и утверждён в качестве официального ныне действующего герба улуса 24 августа 2005 года.